# Chemtrails over the Country Club
Chemtrails over the Country Club – siódmy album studyjny amerykańskiej piosenkarki Lany Del Rey, wydany 19 marca 2021 przez Interscope Records oraz Polydor Records. Jego producentami są Del Rey i Jack Antonoff. Jednym ze znajdujących się tam utworów jest „For Free” – cover piosenki Joni Mitchell z lat 70. Został nagrany z udziałem piosenkarek Zella Day oraz Weyes Blood.

## Lista utworów
| Edycja standardowa | Edycja standardowa                   | Edycja standardowa          | Edycja standardowa |
| Nr                 | Tytuł utworu                         | Autorzy                     | Długość            |
| ------------------ | ------------------------------------ | --------------------------- | ------------------ |
| 1.                 | „White Dress”                        | Lana Del Rey, Jack Antonoff | 5:33               |
| 2.                 | „Chemtrails over the Country Club”   | Lana Del Rey, Jack Antonoff | 4:31               |
| 3.                 | „Tulsa Jesus Freak”                  | Lana Del Rey, Jack Antonoff | 3:35               |
| 4.                 | „Let Me Love You like a Woman”       | Lana Del Rey, Jack Antonoff | 3:21               |
| 5.                 | „Wild at Heart”                      | Lana Del Rey, Jack Antonoff | 4:06               |
| 6.                 | „Dark but Just a Game”               | Lana Del Rey, Jack Antonoff | 3:55               |
| 7.                 | „Not All Who Wander Are Lost”        | Lana Del Rey, Jack Antonoff | 4:07               |
| 8.                 | „Yosemite”                           | Lana Del Rey, Rick Nowels   | 5:04               |
| 9.                 | „Breaking Up Slowly” (Nikki Lane)    | Lana Del Rey, Nikki Lane    | 2:57               |
| 10.                | „Dance Till We Die”                  | Lana Del Rey, Jack Antonoff | 4:03               |
| 11.                | „For Free” (Zella Day i Weyes Blood) | Joni Mitchell               | 4:11               |
|                    |                                      |                             | 45:23              |

## Notowania
| Lista przebojów (2021)              | Najwyższa pozycja |
| ----------------------------------- | ----------------- |
| Australia (ARIA Charts)             | 2                 |
| Austria (Ö3 Austria Top 40)         | 4                 |
| Belgia (Ultratop Flandria)          | 2                 |
| Belgia (Ultratop Walonia)           | 2                 |
| Czechy (ČNS IFPI)                   | 5                 |
| Dania (Album Top-40)                | 2                 |
| Finlandia (Suomen virallinen lista) | 5                 |
| Francja (SNEP)                      | 3                 |
| Hiszpania (PROMUSICAE)              | 4                 |
| Holandia (MegaCharts)               | 2                 |
| Irlandia (IRMA)                     | 2                 |
| Japonia (Oricon)                    | 101               |
| Kanada (Billboard Canadian Albums)  | 5                 |
| Litwa (AGATA)                       | 4                 |
| Niemcy (Media Control Charts)       | 3                 |
| Norwegia (VG-lista)                 | 3                 |
| Nowa Zelandia (Recorded Music NZ)   | 2                 |
| Polska (OLiS)                       | 1                 |
| Portugalia (AFP)                    | 1                 |
| Stany Zjednoczone (Billboard 200)   | 2                 |
| Szwajcaria (Alben Top 100)          | 1                 |
| Szwecja (Sverigetopplistan)         | 3                 |
| Węgry (MAHASZ)                      | 23                |
| Wielka Brytania (OCC)               | 1                 |
| Włochy (FIMI)                       | 7                 |

## Certyfikaty i sprzedaż
| Kraj                  | Certyfikat      | Sprzedaż |
| --------------------- | --------------- | -------- |
| Francja (SNEP)        | złota płyta     | 50 000+  |
| Polska (ZPAV)         | platynowa płyta | 20 000+  |
| Wielka Brytania (BPI) | złota płyta     | 100 000+ |